# Can Pèlec
Can Pèlec és un edifici del municipi de Vilobí d'Onyar (Selva) que juntament amb Can Pèlec Vell havia conformat un complex de cinc habitatges. Forma part de l'Inventari del Patrimoni Arquitectònic de Catalunya.

## Descripció
La casa principal és de dues plantes amb vessants a laterals i cornisa catalana. El portal és rectangular amb llinda monolítica. Les obertures són quadrangulars de pedra. Al capdamunt del carener de la teulada té una figura escultòrica que representa un ocell. Aquesta casa que data del segle xviii s'hi van anar adossant diferents edificacions.
L'any 1946 es va fer una capella adossada al costat esquerre de la façana principal dedicada a la Sagrada Família. És una construcció de planta rectangular i absis poligonal d'estil historicista, amb elements neogòtics i neoromànics. El portal és adovellat d'arc de mig punt i a sobre hi ha un rossetó quatrilobulat. Coronant la façana hi ha un campanar d'espadanya acabat amb uns pinacles. Al mur de l'esquerra hi ha una petita obertura d'arc apuntat, amb vitralls i una reixa de protecció decorativa de ferro colat.
A la façana posterior, entre el segle xviii i XIX, s'hi va fer una nova construcció de grans dimensions de tres plantes i vessants a laterals. El portal i les finestres de la primera planta són quadrangulars amb llinda monolítica, mentre que el pis superior presenta obertures simples. Al costat esquerre hi ha una construcció de tres plantes acabada amb un porxo a dues vessants sostingut per pilars i amb barana de gelosia de rajol. A l'altre costat del camí, exempt, s'alça el graner de rajol de tipus basilical que correspon al segle xix.

## Història
Aquest mas pertany al terme municipal de Sant Dalmai però li correspon la parròquia d'Estanyol. Van arribar a haver-hi cinc famílies vivint en les diferents parts del complex. El mas sempre ha estat propietat de la mateixa família. L'any 1911 l'Institut Agrícola Català Sant Isidre li va lliurar un diploma i una medalla d'or per haver transformat els boscos de la finca en avellaners. L'any 1946 es va fer una capella perquè el fill de la casa, Mn. Enric Pèlach i Feliu, bisbe del Perú, pogués dir-hi missa.